# Condado de Natrona
El condado de Natrona (en inglés: Natrona County) fundado en 1888 es un condado en el estado estadounidense de Wyoming. En el 2000 el condado tenía una población de 66.533 habitantes en una densidad poblacional de 5 personas por km². La sede del condado es Casper.

## Geografía
Según la Oficina del Censo, el condado tiene un área total de 13 924 km² (5376,1 mi²), de la cual 13 831 km² (5340,2 mi²) es tierra y 93 km² (35,9 mi²) (0.67%) es agua.

### Condados adyacentes
- Condado de Johnson - norte
- Condado de Converse - este
- Condado de Carbon - sur
- Condado de Fremont - oeste
- Condado de Washakie - noroeste

### Carreteras
- Interestatal 25
- U.S. Highway 20
- U.S. Highway 26
- U.S. Highway 87
- Wyoming Highway 220

## Demografía
En el 2000 la renta per cápita promedia del condado era de $$36,619, y el ingreso promedio para una familia era de $45,575. En 2000 los hombres tenían un ingreso per cápita de $33,524 versus $21,374 para las mujeres. El ingreso per cápita para el condado era de $18,913. Alrededor del 11.80% de la población estaba bajo el umbral de pobreza nacional.

## Comunidades

### Ciudad
- Casper

### Pueblos
- Bar Nunn
- Edgerton
- Evansville
- Midwest
- Mills

### Lugares designados por el censo
| - Alcova - Antelope Hills - Bessemer Bend - Brookhurst | - Casper Mountain - Hartrandt - Homa Hills - Meadow Acres | - Mountain View - Powder River - Red Butte - Vista West |

### Otras comunidades
- Arminto
- Hiland
- Natrona